# When I Close My Eyes
A When I Close My Eyes című dal az amerikai Shanice 4. albumának első kimásolt kislemeze a dal, mely több mint négy év után jelent meg 1999. április 3-án. A Billboard Hot 100-as lista történetének legnagyobb ugrása a dal slágerlistás helyezése volt, amikor a 91. helyről a 16. helyre ugrott. Ezt legutóbb a 2006-os Saving Forever For You című dal szárnyalta túl, amikor a 20. helyen végzett.

## Megjelenések
CD Single  LaFace Records – 74321 66210 2
1. When I Close My Eyes (Album Version) 3:23
2. When I Close My Eyes (Instrumental)	3:23
3. Snippets 4:56

## Slágerlista
| Slágerlista (1999)                              | Legjobb helyezés |
| ----------------------------------------------- | ---------------- |
| U.S. Billboard Hot 100                          | 12               |
| U.S. Billboard Hot R&B/Hip-Hop Singles & Tracks | 4                |

## Videóklip
A dal videóklipjében Shanice érzelmeket táplál filmbeli partnere Will Lemay iránt, aki fehér lovat sétáltat a ködös úton. Shanice háttértáncosok között jelenik meg egy rózsaszín szobában, rajta fehér ruha, és egy hosszú fekete színű medence szélén ül. Van olyan jelenet is, amikor Shanice és partnere lovon ülve csókolóznak. A klip végén Shanice egy autóban találkozik szerelmével.

## Közreműködő előadók
- Ének, háttérének – Shanice Wilson
- Vezető producer – Kenneth B. Edmonds, Antonio M. Reid, Pete "Luv" Farmer*, Shanice
- Zene – Smiley
- Master – Herb Powers
- Mix – Manny Marroquin
- Producer – Warryn "Smiley" Campbell
- Felvételvezető – Anthony "A.J." Jeffries
- Írta – Tamara Savage, Warryn Campbell